# Agua Dulce (Califórnia)
Agua Dulce é uma Região censo-designada localizada no estado americano da Califórnia, no Condado de Los Angeles. A sua população é de aproximadamente 4.000 habitantes.
A localidade está situada 40 km a sudoeste de Palmdale e 71 km ao norte de Los Angeles. Seu código de área é 661.
Agua Dulce é mais conhecida pelo Vasquez Rocks, um parque onde ocorrem gravações da indústria de Hollywood, destacando-se o trabalho do filme The Flintstones. Em Agua Dulce também está sediada a maior bodega do condado, a Agua Dulce Vineyards.

## Lista de marcos
A relação a seguir lista as entradas do Registro Nacional de Lugares Históricos em Agua Dulce.
- CA-LAN-540
- Vasquez Rocks